# غونزالو خارا
غونزالو ألخاندرو خارا رييس (بالإسبانية: Gonzalo Alejandro Jara Reyes) (مواليد 29 أغسطس 1985 في تشيلي) لاعب كرة قدم تشيلي يلعب حاليا لصالح نادي ويست بروميتش ألبيون الإنجليزي .

## مسيرته الكروية
لعب غونزالو خارا خلال مسيرته الاحترافية مع 9 أندية في ثلاثة وعشرون موسمًا وسجل خلالها 5 أهداف ضمن 354 مباراة. ولم يفز بأي موسم بالكأس وفاز في أربعة مواسم بالدوري.
خاض غونزالو خارا مسيرته مع نادي هواتشيباتو في موسم 2003 ليلعب معه أربعة مواسم، مشاركًا في 69 مباراة سجل خلالها هدفين. ثم انتقل إلى نادي كولو-كولو في موسم 2007 واستمر معه طيلة ثلاثة مواسم، حيث شارك في 64 مباراة سجل خلالها هدفًا واحدًا. لينتقل بعدها إلى نادي وست بروميتش ألبيون في موسم 2009–10 ليلعب معه أربعة مواسم، مشاركًا في 56 مباراة سجل خلالها هدفين. ثم انتقل إلى نادي برايتون أند هوف ألبيون في موسم 2011–12 لمدة موسم واحد، مشاركًا في 14 مباراة ولم يسجل أي هدف. هذا وانتقل لاحقًا إلى نادي نوتينغهام فورست في موسم 2012–13 ولمدة موسمين، مشاركًا في 49 مباراة ولم يسجل أي هدف أيضًا. ثم انتقل بعدها إلى نادي ماينتس 05 في موسم 2014–15 ولمدة موسمين، مشاركًا في 23 مباراة ولم يسجل أي هدف أيضًا. ليعود وينتقل من جديد، لكن هذه المرة إلى نادي أونيفرسيداد دي تشيلي في موسم 2015–16 ليلعب معه أربعة مواسم، مشاركًا في 58 مباراة ولم يسجل أي هدف أيضًا. لينتقل بعدها إلى نادي إستوديانتيس دي لا بلاتا في موسم 2018–19 ولمدة موسمين، مشاركًا في 15 مباراة ولم يسجل أي هدف أيضًا. ثم لعب في نادي موريليا الرياضي في موسم 2019–20 لمدة موسم واحد، مشاركًا في 6 مباريات ولم يسجل أي هدف أيضًا.

## روابط خارجية
- غونزالو خارا على موقع الاتحاد الدولي (مؤرشف)  (الإنجليزية)
- غونزالو خارا على موقع قاعدة بيانات كرة القدم.إي يو (الإنجليزية)
- غونزالو خارا على موقع ناشيونال فوتبول تيمز (الإنجليزية)
- غونزالو خارا على موقع Soccerbase.com (لاعب) (الإنجليزية)
- غونزالو خارا على موقع Soccerway.com (الإنجليزية)
- غونزالو خارا على موقع عالم كرة القدم.نت (الإنجليزية)
- غونزالو خارا على موقع كووورة
- غونزالو خارا على موقع AS.com (الإسبانية)